# أويودو (نارا)
أويودو (باليابانية: 大淀町) هي قرية تقع في مقاطعة يوشينو، محافظة نارا، اليابان.
يُقدر التعداد السكاني للقرية لعام 1 سبتمبر 2007 بـ19,835 نسمة، بكثافة سكانية تبلغ 521.15 شخص لكل كيلومتر مربع. مجموع المساحة يبلغ 38.06 كيلومتر مربع.

## التعليم
- تعليم ابتدائي
  - مدرسة أويودو ساكوراغوكا الابتدائية
  - مدرسة أويودو ميدوريغاكا الابتدائية
  - مدرسة أويودو كيبوغاكوا الابتدائية
- تعليم اعدادي
  - مدرسة أويودو الاعدادية
- تعليم ثانوي
  - مدرسة أويودو الثانوية

## التاريخ
- 1889 - تأسيس قرية أويودو.
- 1921 - تغيير مسمى قرية أويودو إلى بلدة أويودو.
- 1952 - دمج قرية أوادا إلى بلدة أويودو.

## روابط خارجية
- الموقع الرسمي (باليابانية)